# Bicuspidellopsis
Bicuspidellopsis, rod zelenih algi iz porodice Characiaceae. Priznatre su dvije vrste, obje su slatkovodne.
Tipična vrsta nije naznačena.

## Vrste
1. Bicuspidellopsis fusiformis Korshikov
2. Bicuspidellopsis triangularis Korshikov